# Geostacionárius pálya

Geostacionárius pálya (felülnézet)
A földi megfigyelő számára mindkét műhold mozdulatlannak látszik

Geostacionárius pálya (oldalnézet)

A geostacionárius pálya (Geostationary Earth Orbit, GEO) olyan Föld körüli pálya, amely az Egyenlítő síkjában van, és amelyen egy objektumnak a keringési ideje megegyezik  a Föld forgási sziderikus periódusával (23 óra, 56 perc, 4,1 másodperc). Ennek következtében az objektum a Föld bármely pontjáról (ahonnan látható) mindig azonos helyen, mozdulatlannak látszik. A geostacionárius pálya a geoszinkron pálya speciális esetének tekinthető, aminek inklinációja és excentricitása is nulla értékű.
A pálya magassága 35 786 km az átlagos tengerszint fölött.

## Felhasználása
A geostacionárius pálya ideális a távközlési, műsorszóró és meteorológiai műholdak számára, melyeknél előnyös, hogy nem szükséges a műholdat a földi antennákkal követni, hiszen az látszólag egy helyben áll.
A geoszinkron pálya kommunikációs célokra való felhasználásának ötletét először Sir Arthur C. Clarke sci-fi-író vetette fel 1945-ben (még az első műholdak felbocsátása előtt), ezért az ilyen pályát angol nyelvterületen „Clarke-pályának” is nevezik (a műholdakat „Clarke-műhold”-nak).
Az első műhold, amit geostacionárius pályára állítottak, a Syncom-3 volt, amit egy Delta-D rakétával bocsátottak fel 1964-ben.
A meteorológiai műholdak világhálózatot alkotnak, és bár ezek a meteorológiai adatok nem titkosak, mégis sok ország a saját műholdjait használja a földfelszín, a felhőrendszerek és az óceánok megfigyelésére a látható fény és az infravörös tartományában.
- USA: GOES
- Meteosat - a European Space Agency bocsátotta fel, és a European Weather Satellite Organization működteti (EUMETSAT)
- Japán: Himawari műholdak
- Kína: Fengyun műholdak
- India: INSAT sorozat

### Kommunikációs problémák
A műholdak olyan távolságban vannak a földfelszíntől, hogy a jelkésleltetés jelentős és azt figyelembe kell venni. Ez nagyjából ¼ másodperc egy úton a felszín és a műhold között, ami az időkritikus alkalmazásoknál (pl. élő beszéd) oda-vissza 0,5 másodpercre adódik, és ez már problémát okoz a megértésben.
Például φ = ±45°Földrajzi szélesség esetén, a műholddal azonos földrajzi hosszúságon a terjedési idő a felszín-műhold-felszín útvonalon a koszinusz szabállyal számítható az alábbi módon:
keringési sugár: r, a Föld sugara: R és a fénysebesség: c
{\displaystyle \Delta t={\frac {2}{c}}{\sqrt {R^{2}+r^{2}-2Rr\cos \varphi }}\approx 253~{\text{ms}}}
(Megjegyzés: az r a keringési sugár a Föld középpontjától értendő, tehát ez nem a műhold keringési magassága!)
A geostacionárius műholdak az Egyenlítőn a megfigyelő feje fölött helyezkednek el (ha azonos meridiánon vannak). A sarkok felé közeledve ez a magasság egyre kisebbnek látszik, a kommunikáció egyre nehezebb a légköri jelszóródás, a Föld termikus sugárzása, és a látóirányba eső tereptárgyak árnyékoló és jelvisszaverő hatásai miatt. Nagyjából a 81°Földrajzi szélesség felett a műholdak a horizont alá buknak, azaz nem láthatók. Emiatt Oroszország kommunikációs műholdjai elliptikus Molnyija-pályán és Tundra-pályán mozognak, amik kiváló láthatóságot biztosítanak nagy földrajzi szélességű helyek számára is (azaz ezek nem geostacionárius műholdak).

## Pályastabilitás
Geostacionárius pálya csak a pontos magasságban (35 786 km) és az egyenlítő fölött érhető el. Ez 3,07 km/s keringési sebességet jelent. A keringés periódusa 1436 perc, ami pontosan megfelel egy sziderikus napnak (23,934461223 óra). Ez biztosítja azt, hogy a földről nézve a műhold látszólag mindig az égbolt ugyanazon a helyén „állni látszik”.
Azonban vannak ezt megzavaró hatások. A Hold és a Nap gravitációs ereje (bár eltérő mértékben), továbbá a Föld lapultsága a sarkoknál hatással vannak a műholdakra is.
A Föld sarkoknál való lapultsága precessziós mozgást okoz a keringés síkjában. Ennek periódusa kb. 53 év, és van egy inklinációs gradiense is, ami 0,85° évente, ami 26,5 év alatt 15° maximális inklinációt jelent.
Ezeknek a pályaperturbációs (=keringést megzavaró) hatások miatt a műholdak pozícióját folyamatosan figyelik, és egy bizonyos eltérés esetén rendszeresen pályakorrekciókat hajtanak végre.
Van egy más jellegű zavaró hatás a Föld aszimmetriája miatt, ezt hosszúsági sodródásnak nevezik (longitudinal drift), ugyanis az egyenlítő enyhén ellipszis alakú. Létezik két stabil és két instabil pont a pályán. A stabil pályák: 75,3°E és 252°E, az instabil pályák: 165,3°E és 14,7°W. Az egyensúlyi pontok közelébe helyezett műholdak minden külső beavatkozás nélkül lassan a stabil pontok felé sodródnak, ami a hosszúsági pozíciójukban periodikus eltérést jelent. A hatás ellensúlyozása pályamanővert jelent, ez maximum 2 m/s sebességgel megy végbe éves szinten.
A napszél és a Nap sugárnyomása is szerepet játszik kis mértékben a pálya megváltozásában.
Szervizküldetések vagy megújuló meghajtási módszer hiányában a korrekciós hajtóművek üzemanyag felhasználása határolja be az adott műhold élettartamát, mivel a kommunikációs képességei jóval tovább meg tudnak maradni. A Hall-hatást alkalmazó hajtóművek (amik a jelen technikai szinten használatban vannak) képesek meghosszabbítani a műholdak élettartamát.